# Étraye
Étraye é uma comuna francesa na região administrativa de Grande Leste, no departamento de Meuse. Estende-se por uma área de 7,99 km². Em 2010 a comuna tinha 39 habitantes (densidade: 4,9 hab./km²).